# Otto Hunsche
Heinrich Otto Hunsche (Recklinghausen, 15 settembre 1911 – Mülheim an der Ruhr, 2 settembre 1994) è stato un avvocato e poliziotto tedesco consigliere dell'Ufficio Centrale della sicurezza del Reich.
Ha avuto un ruolo chiave nel Sonderkommando Eichmann per la deportazione degli ebrei ungheresi e per questo motivo è stato condannato a dodici anni di carcere nel 1969.

## Biografia
Figlio di un uomo d'affari, studiò legge a Tubinga e conseguì il dottorato. Si unì alle SA nel 1933 e nel 1935 allo NSRB, il 23 giugno 1937 fece domanda di adesione allo NSDAP dove fu accettato con effetto retroattivo dal 1º maggio dello stesso anno (nº 4.877.864). Nel 1938 lavorò come giudice aggiunto presso il tribunale distrettuale di Elbing.
Dopo aver trovato impiego nella Gestapo nel 1939, dal 1940 lavorò presso il quartier generale della Gestapo a Berlino e poco dopo come vice capo, sempre della Gestapo, di Düsseldorf. Dal novembre 1941 lavorò come vice-capo dipartimento e dall'autunno 1942 fu a capo del cosiddetto Dipartimento Eichmann (IV B 4b - Diritto) dell'RSHA sotto il comando di Adolf Eichmann, dove fu impiegato nelle questioni legali, in particolare nella revoca della cittadinanza e nella confisca dei beni delle vittime della deportazione.
Hunsche era autorizzato a indossare l'uniforme di SS-Hauptsturmführer; partecipò a una delle conferenze successive alla Conferenza di Wannsee sulla soluzione finale della questione ebraica presso il RSHA nell'ottobre 1942.

### Sonderkommando Eichmann
Dal marzo al novembre 1944, Hunsche fu membro del Sonderkommando Eichmann con il compito di "eliminare e concentrare gli ebrei ungheresi dalla vita pubblica, quindi deportarli e distruggerli, ad eccezione di quelli pienamente in grado di lavorare": in questo contesto, lavorò anche come consulente legale per le "questioni ebraiche" per il Ministero degli Interni ungherese. Anche dopo il termine ufficiale delle deportazioni, Hunsche continuò a organizzare altre deportazioni degli ebrei ungheresi dal campo di internamento di Kistarcsa al campo di sterminio di Birkenau sotto la propria responsabilità.
Il 16 aprile 1945, Otto Hunsche e Hermann Krumey accompagnarono il rappresentante del Comitato di soccorso ebraico di Budapest, Rudolf Kasztner, nel ghetto di Theresienstadt per la proiezione del film di propaganda Theresienstadt. Ein Dokumentarfilm aus dem jüdischen Siedlungsgebiet con lo scopo di contrastare la "propaganda delle atrocità" sulle uccisioni di massa degli ebrei.

## Nel dopoguerra
Hunsche fu arrestato il 12 maggio 1945 vicino ad Altaussee e successivamente internato fino al 1948. Dopo il suo rilascio dal campo di internamento di Esterwegen, fu classificato come "seguace" nell'ambito del processo di denazificazione. Dal 1954, Hunsche lavorò come avvocato a Datteln. Il breve curriculum di Hunsche fu inserito nel Braunbuch della DDR.
I membri del Sonderkommando Eichmann furono indagati dopo la fine della guerra come responsabili delle deportazioni degli ebrei ungheresi. Mentre Adolf Eichmann fu condannato a morte a Gerusalemme nel 1961 e successivamente giustiziato, Hunsche e il vice di Eichmann, Krumey, furono messi in custodia cautelare per la prima volta nel 1957. Hunsche fu condannato a cinque anni di carcere per complicità in omicidio dal Tribunale regionale di Francoforte nel 1962, pena poi ridotta a causa della detenzione preventiva e di altre circostanze a due dei cinque anni e fu quindi rilasciato nel febbraio 1963.
Il 20 maggio 1963 la Corte federale di giustizia (BGH) annullò la sentenza con la riserva di correggere la pena. Il processo fu quindi unito a quello di Krumey e divenne noto come processo Krumey-Hunsche. In questo procedimento, Hunsche, difeso da Hans Laternser, fu assolto il 3 febbraio 1965 e Krumey fu condannato a cinque anni di carcere. Dopo che anche questa sentenza fu annullata dal BGH, si tenne un nuovo processo. Il 29 agosto 1969, Hunsche fu condannato a dodici anni per complicità in omicidio e Krumey all'ergastolo per omicidio.
Non si sa nulla del resto della vita di Hunsche.